# Англо-дански рат
Англо-дански рат, познат и као Рат топовњача вођен је у периоду 1807-1814. године између енглеских и данско-норвешких снага. Овај рат је део Наполеонових ратова, а завршен је британском победом.

## Увод
После Тилзитског мира, Велика Британија се побојала да ће Наполеон искористити Данску и њену флоту (20 линијских бродова, 17 фрегата и већи број топовњача и мањих ратних бродова) за спровођење континенталне блокаде коју је објавио 21. септембра 1806. године, па је одлучила да то спречи силом. Када је Наполеон јула 1807. године захтевао од Данске да затвори своје луке британској трговини, британски посланик је 9. августа затражио да Данска одмах закључи савез са Великом Британијом, да њена флота буде интернирана у британске луке и да острво Шеланд поседну Британци до закључења мира у Европи. Данска је одбила захтеве и отпочела са припремама за одбрану. Пошто је главнина данске флоте била у Холштајну, у помоћ је позвано становништво Копенхагена (за 4 дана прикупљено је 14 000 бранилаца). Поморски фронт Копенхагена ојачан је усидреним и потопљеним бродовима.

## Битка за Копенхаген
Британци су против данске флоте ангажовали флоту од 25 линијских бродова, 40 фрегата и 380 транспортних бродова на које је укупно укрцано око 29 000 војника. Без претходне објаве рата, британске трупе су се искрцале 16. августа северно од Копенхагена који је сутрадан опкољен и са копна и са мора. У осмодневним борбама на морским и копненим прилазима Копенхагену и прибрежју острва Селанд, заузет је спољни појас утврђења. Пошто је командант Копенхагена одбио да преда флоту и град, 2. септембра почело је бомбардовање Копенхагена које је, са прекидима, трајало до 5. септембра. Граду су нанете велике штете, а било је и знатних губитака у људству, нарочито употребом Конгривових ракета. Командант града потписао је капитулацију 7. септембра. Уништивши сва складишта и бродове у градњи, Британци су 21. септембра отпловили са заплењених 16 линијских бродова.

## Наставак и крај рата
Дански престолонаследник - регент, није ратификовао уговор о капитулацији, па је рат настављен. Велика Британија је 4. новембра 1807. године и формално објавила рат. Водио се искључиво на мору између појединачних бродова, малих топовњача (отуда и назив „Рат топовњача") и у виду крстаричког рата. Данци су заробили 335, а Британци 400 приза. На самом почетку рата, Британци су у својим лукама запленили 600 данских трговачких бродова, а Данци 67 британских. Миром у Килу од 14. јануара 1814. године, Данска је уступила острво Хелголанд Великој Британији, Норвешку Шведској, а добила је Лауенберг. Од флоте су јој остала 2 линијска брода, 2 фрегате и 186 мањих ратних бродова. Норвешкој су додељена 122 мала ратна брода.